# For You, for Me
Tournées par Kylie Minogue
KylieX2008
(2008) Aphrodite : Les Folies Tour
(2011)
For You, For Me est la onzième tournée de la chanteuse australienne Kylie Minogue qui se déroule entre fin septembre et octobre 2009. C'est la première tournée effectuée par l'artiste en Amérique du Nord.

## Setlist
Act 1
1. Overture
2. Light Years
3. Speakerphone
4. Come into My World
5. In Your Eyes

Act 2
1. Shocked
2. What Do I Have to Do
3. Spinning Around
4. Better Than Today

Act 3
1. Like a Drug
2. Boombox / Can't Get You Out Of My Head
3. Slow
4. 2 Hearts

Act 4
1. Red Blooded Woman /  Where the Wild Roses Grow
2. Heart Beat Rock (Danse interlude)
3. Wow

Act 5
1. The White Diamond Theme
2. White Diamond
3. Confide in Me
4. I Believe in You

Act 6
1. Burning Up / Vogue
2. The Locomotion
3. Kids
4. In My Arms

Encore
1. Better the Devil You Know
2. The One
3. I Should Be So Lucky
4. Love at First Sight

## Dates et lieux des concerts
| Date              | Ville       | Pays       | Lieu                  | Affluence                 | Revenu      |
| ----------------- | ----------- | ---------- | --------------------- | ------------------------- | ----------- |
| Amérique du Nord  |             |            |                       |                           |             |
| 30 septembre 2009 | Oakland     | États-Unis | Fox Theatre           | 5 280 / 5 592             | 401 709 $   |
| 1er octobre 2009  | Oakland     | États-Unis | Fox Theatre           | 5 280 / 5 592             | 401 709 $   |
| 3 octobre 2009    | Las Vegas   | États-Unis | Pearl Concert Theater | 2 394 / 2 394             | 222 265 $   |
| 4 octobre 2009    | Los Angeles | États-Unis | Hollywood Bowl        | 8 108 / 8 504             | 749 957 $   |
| 7 octobre 2009    | Chicago     | États-Unis | UIC Pavilion          | 4 021 / 4 021             | 299 536 $   |
| 9 octobre 2009    | Toronto     | Canada     | Centre Air Canada     | 7 679 / 7 837             | 568 604 $   |
| 11 octobre 2009   | New York    | États-Unis | Hammersmith Apollo    | 9 650 / 10 100            | 853 150 $   |
| 12 octobre 2009   | New York    | États-Unis | Hammersmith Apollo    | 9 650 / 10 100            | 853 150 $   |
| 13 octobre 2009   | New York    | États-Unis | Hammersmith Apollo    | 9 650 / 10 100            | 853 150 $   |
| Total             | Total       | Total      | Total                 | 37 132 / 38 448 (96,58 %) | 3 095 221 $ |